# Combretum robinsonii
Combretum robinsonii är en tvåhjärtbladig växtart som beskrevs av Fawcett och Rendle. Combretum robinsonii ingår i släktet Combretum och familjen Combretaceae. Inga underarter finns listade i Catalogue of Life.